# Tenczynek
50°7.5′N 19°36.5′Ø / 50.1250°N 19.6083°Ø
Tenczynek er en landsby i det sydlige Polen i Województwo małopolskie. Byen ligger ved floden Olszówka.